# Centurijacija
Centurijacija (prema lat. centurio: stotnija) ili limitacija (lat. limitatio: ograničenje), antička tehnika katastarske premjere poljoprivrednog zemljišta.
Primjenjivala se pri osnivanju novih naseobina (kolonija), radi podjele zemlje kolonistima. Premjeravano zemljište je dijeljeno na pravilne pravokutne ili četvorinaste čestice. I danas se tragove centurijacije može razaznati na katastarskim i topografskim zemljovidima i zračnim snimcima. Osim toga krajobraz je time čovjek oblikovao, jer ju prate međe, putovi i ceste koji slijede tu katastarsku mrežu.
Četvorina stranice od 2400 stopa, tj. 710 m (centuria) bila je najčešći osnovni modul ove premjere. Unutar te četvorine bilo je stotinu malih pačetvorina stranice od 240 stopa, tj. 71 m (heredium).